# 利兹大学
53°48′26″N 1°33′6″W / 53.80722°N 1.55167°W
利茲大學位于英國利茲，为英国顶尖公立研究型大學，世界百强名校。它成立于1874年，前身是約克郡科學學院（Yorkshire College of Science）和利茲醫學院（Leeds School of Medicine），1904年由愛德華七世頒發特許狀。
利茲大學為紅磚大學和羅素大學集團成員，每年獲得的研究經費額度為英國各大學的前列。在2024年QS世界大學排名位列英國第13位和世界第75位。它與同樣位於約克地區的約克大學、雪菲爾大學共同組成「白玫瑰大學聯盟」，共同合作在高科技領域的研發工作。利兹大學的校友中有六位諾貝爾獎得主，擁有極高的國際聲譽。

## 校史

### 早期
利茲大學的建立可追溯到19世紀。它由兩所學院合併而成，即約克郡科學學院和利茲醫學院。
利茲醫學院（Leeds School of Medicine）建立於1831年，一群年輕人為了不再遠赴南部或蘇格蘭、歐洲學醫而在故鄉辦學。 由這裡出來的學生大多就業於本地的五所醫療機構。
約克郡科學學院（Yorkshire College of Science）則稍晚建立於1874年，目的是從長期上對抗歐洲進口的布料對當地紡織業的衝擊。 它的辦學主要由中產階級的商人扶持，在幾年後逐步豐富了古典學、文學和歷史學等學科，遂更名為約克郡學院（Yorkshire College）。1884年約克郡學院又吸收了利茲醫學院，成為當地最大的學院。
合併後的學校在1887年加入了英國北部的聯合維多利亞大學（federal Victoria University），和曼徹斯特的歐文斯學院及利物浦的利物浦大學學院為兄弟學院。 此階段的約克郡學院和同為聯合中的歐文斯學院不同，接受女性學生來學習課程。另外，學生還同時取得倫敦大學的外部文憑。

### 獨立辦學
維多利亞大學由於地域的限制，很快就變回了各學院獨立管理的狀態。於是在特許狀和國會法令的作用下，利茲大學最終在1904年獨立。

## 校園

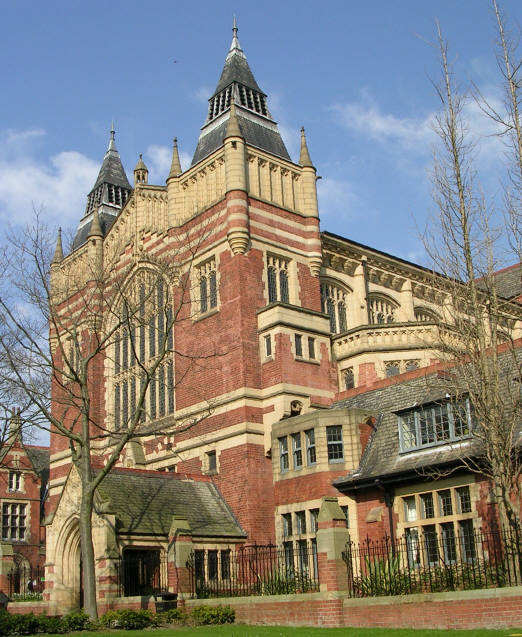
The Great Hall

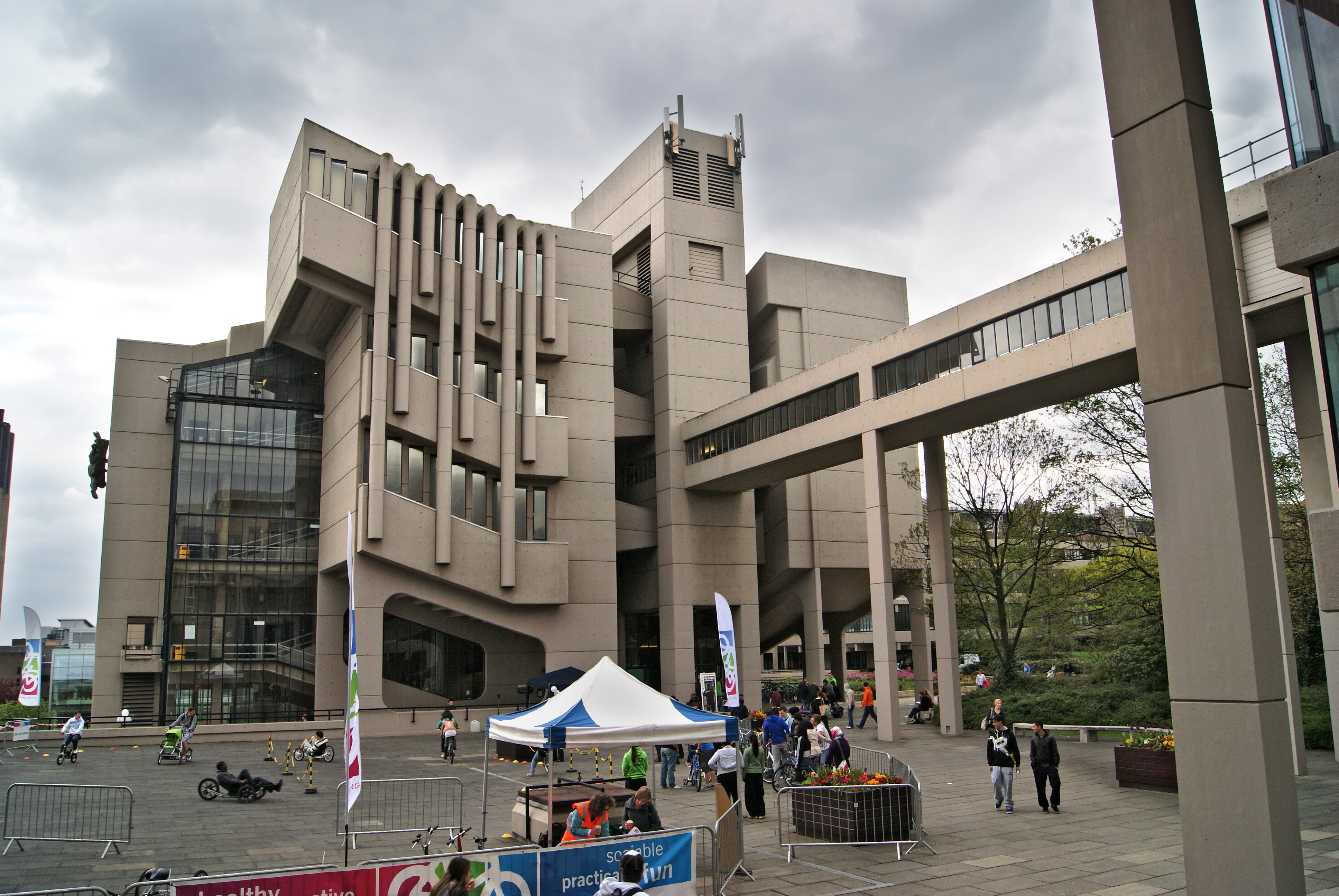
罗杰・史蒂文斯楼（Roger Stevens Building）

該大學的主體部分皆建於19世紀下半葉，當時的目的是為了達成對當地科學和技術發展的教育要求。主校区面积98英畝（40公頃），位于利兹市中心以北1英里（1.6）处。校园见证了利兹城市的发展，混合了150年以来的哥特复兴式建筑、装饰艺术建筑、粗野主义建筑和后现代建筑。大学正门在伍德豪斯巷（Woodhouse Lane），原伍德豪斯公墓（今St George's Fields）位于校园内。

### 主要建築

#### 帕金森樓（Parkinson Building）

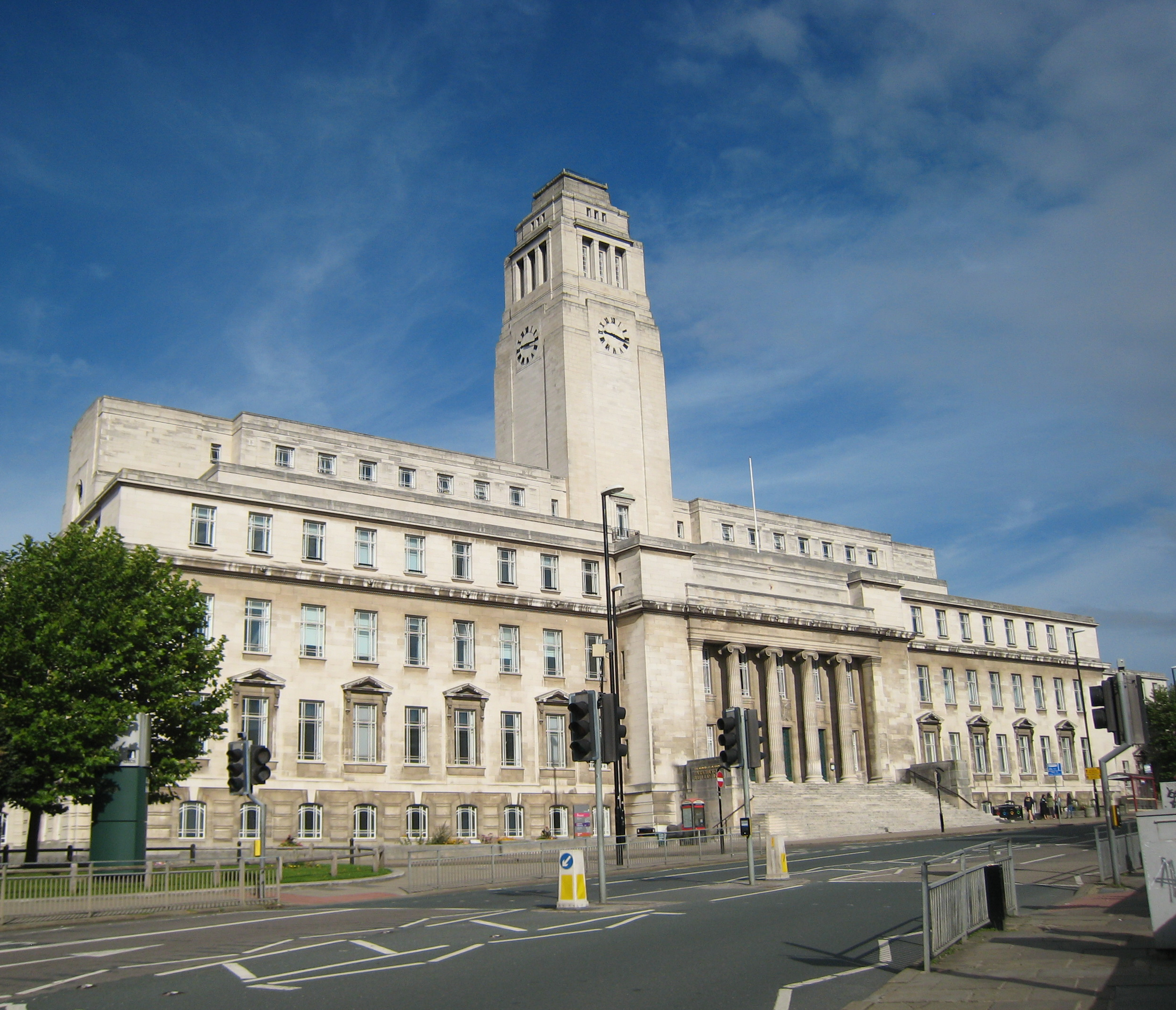
帕金森樓

帕金森樓是一座建成于1951年11月9日、属于该大学的II級登錄建築，该建筑由20世纪利兹大学的校友、主要赞助人弗兰克·帕金森赞助，其信托基金会至今仍然在支持利兹大学。此建筑已成为利兹的地标，也是该大学官方标志的一部分。

#### 大禮堂（Great Hall）
舉行畢業典禮的場所。

#### E・C・史坦納樓（E C Stoner）
物理、地球科學與數學和計算機學院之所在，與罗杰・史蒂文斯楼以高空長廊連接。

#### 毛里斯・齊沃斯樓（Maurice Keyworth Building）
商學院的主要建築。

### 图书馆

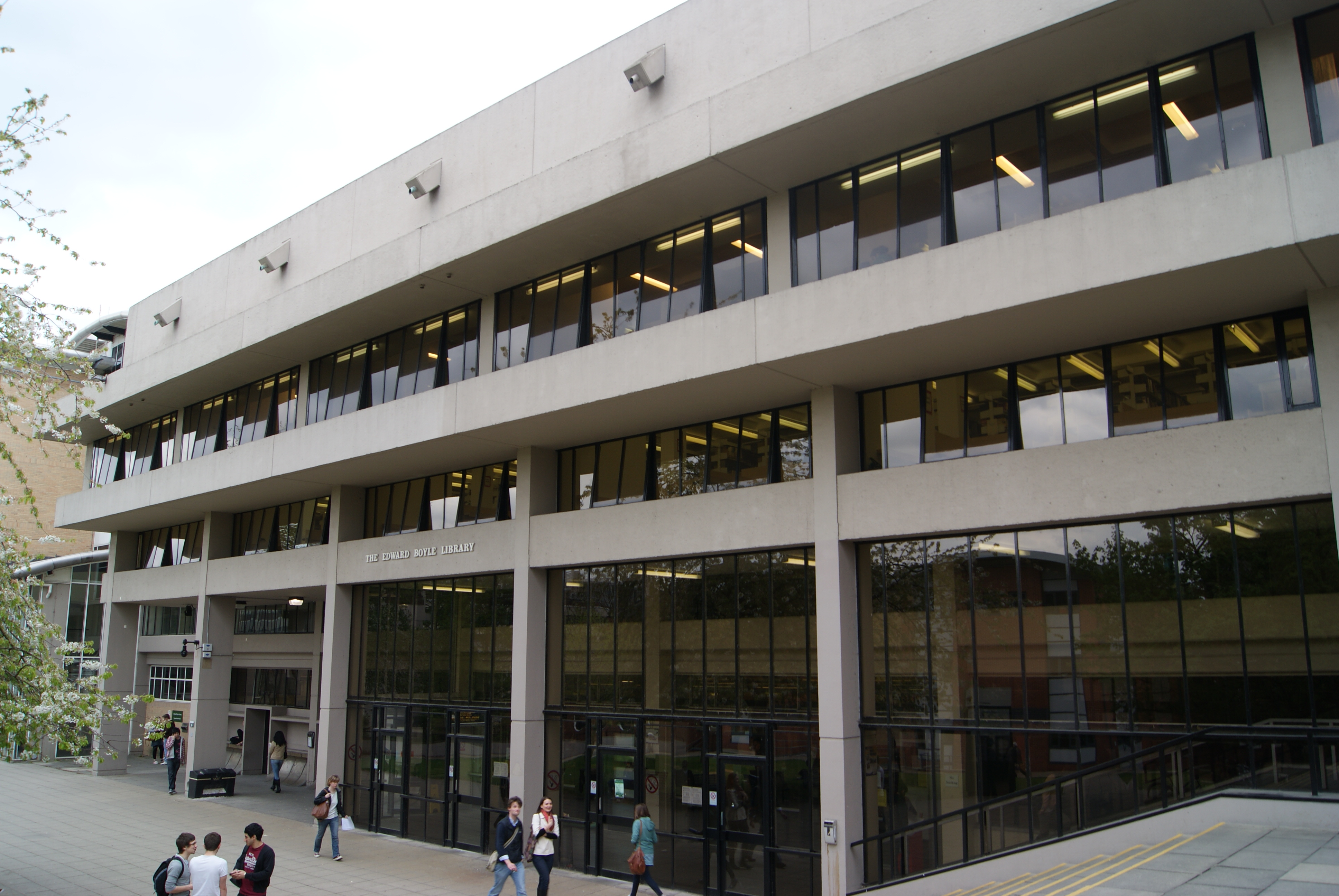
爱德华波义耳图书馆（Edward Boyle Library），粗野主义建筑

该大学共有五栋图书馆，总藏书量达278万册。布拉澤敦图书馆（Brotherton Library）位于帕金森楼中，主要收藏艺术、社会科学和法律类书籍。爱德华波义耳图书馆（Edward Boyle Library）主要收藏科学、工程学类书籍。健康科学图书馆（Health Sciences Library）收藏医学类书籍，分馆位于圣詹姆斯大学医院。來地勞图书馆（Laidlaw Library）坐落于主校区内，2015年5月开始为一二年级生提供服务。

## 学术
利茲大學共有九門研究方向，分別為：
- 人文科學群
- 生物研究學群
- 利茲大學商學院
  - 獲得AMBA、EQUIS與AACSB認證的商學院。
- 教育、社會科學、與法律學群
- 工程學群
- 環境學群
- 數學與物理科學學群
- 醫學與健康學群
  - 設有利茲醫學院
- 表演、視覺藝術與傳播學群

### 排名
利兹大学国际排名一直稳居全球百强。2014年英国研究卓越框架将其研究实力（research power) 排在全英第10。 在2021年研究卓越框架中，利兹大学的研究实力在英国所有大学中排名第八，获得国家资助的经费份额总量排名第十。

## 知名校友
- 凱爾·斯塔摩：英國政治人物和大律師，現任英国首相。
- 埃利奧·迪呂波 : 法語社會黨領導人，曾任比利時首相。
- 那木巴尔·恩赫巴亚尔：蒙古前总统。
- Ken Robinson爵士：英國教育家、作家與演說家。
- 欧内斯特·伍德鲁夫：联合利华前董事长
- 卡立阿都沙末：马来西亚政治人物、马来西亚前联邦直辖区部部长（英语：Minister of Federal Territories (Malaysia)）。
- 喬治·波特 : 英國化學家，皇家学会会长，諾貝爾獎得主。
- 渥雷·索因卡：尼日利亞詩人，諾貝爾獎得主。
- 理查德·劳伦斯·米林顿·辛格：诺贝尔奖得主，在利兹大学发明了”分溶层析法“。
- 赫伯特·里德 : 英國詩人、美學與藝術教育家。
- 馬臨教授 : 香港中文大學第二任校長。
- 哈格·根哥布: 纳米比亚总统。
- 安赫尔·古里亚：经济合作与发展组织秘书长(OECD)，前墨西哥外交部长。
- 杜嘉祺(Mark Tucker): 滙豐控股集團主席
- 张国荣：香港著名歌手和演員。
- 哈利·特里古波夫 : 澳大利亞房地產大亨，澳洲首富之一。
- 斯图尔特·亚当斯：布洛芬发明者，利兹大学博士。
- 皮尔斯·塞勒斯：美国宇航员，NASA/GSFC地球科学部主任
- 肯妮·貝兒 : 英國創作歌手，葛萊美獎數屆獲獎人。
- 克里斯·雷斯里（英语：Chris Leslie） : 英國工黨政治人物。
- 傑瑞米·德桑 : 英格蘭編劇。
- 黃陳小萍：加拿大國會下議院列治文選區現任國會議員。
- 恩古吉·瓦·提昂戈 : 肯亞作家，文化學家
- Little Boots : 英國創作歌手。
- 克里斯·潘恩 : 好萊塢演員。
- 傑克·斯特勞 : 英國工黨政治家，曾任內務大臣、外交大臣。
- 史蒂芬·古爾德 : 美國生物學家、演化生物學家，科學史學家與科普作家，亦於哈佛大學任教職。
- 彼得·羅賓森 : 犯罪小說作家。
- Dan Smith : 英國樂團Bastille主唱
- 闕枚莎：臺灣政治人物、臺北市議員
- 拉菲兹：马来西亚政治人物。
- 陈胜尧：马来西亚政治人物。

## 外部連結
- 官方网站（中文）
- 官方网站 （英語）